# الساس مانور (پنسیلوانیا)
الساس مانور، پنسیلوانیا (به انگلیسی: Alsace Manor, Pennsylvania) یک منطقهٔ مسکونی در ایالات متحده آمریکا است که در پنسیلوانیا واقع شده‌است.

## خصوصیات
الساس مانور ۴۷۸ نفر جمعیت دارد.